# 大山綱毅
大山 綱毅（おおやま つなたけ）は、江戸時代後期の薩摩藩の鹿児島城下士。大山綱昌の養父で、その妻競子の実父。大山巌の祖父。
江戸芝 （現在の東京都）の薩摩藩邸御広敷御用人。島津斉宣、島津斉興時代の側用人である大山綱道の次男。家格は初め御小姓与のち一代小番。

## 略歴
薩摩藩鹿児島城下（現在の鹿児島県鹿児島市）で大山綱道の次男として誕生する。分家して一家創設。なお、分家時期については不明。文政4年の「鹿児島城下明細図」に「大山彦八」とある。この頃にはすでに分家して、現在の鹿児島市加治屋町10番地にあたる地区に住んでいた。江戸芝の薩摩藩邸御広敷御用人を務める。天保5年8月20日、芝薩摩藩邸御広敷御用人に在職中、江戸の薩摩藩邸で病没した。
大山巌の祖父であるが、「元帥公爵 大山巌」でも死去以前については詳しいエピソードがでない。また、幕末に江戸芝藩邸が焼き討ちされたときに江戸での薩摩藩の公文書が焼けているので、公の資料では江戸での仕事の詳細については分からない。綱毅は、死去時には御広敷御用人であった。この職は藩内の席次は22番目であり、父が側用人になる前の職小納戸頭取より一つ下の席次であった。また、この職は小納戸頭取や側用人同様に直触であったので、死去当時の綱毅の家格は一代小番であった。

## 親族・家族
- 父：大山綱道
- 兄：大山綱方
- 妹：於幾代（木村氏妻）
- 子：
  - 競子（長女、文久2年（1862年）4月24日没）
  - 大山綱昌（養嗣子、西郷家家系図では小兵衛、西郷隆充次男）